# エッチ・ケー・エス
株式会社エッチ・ケー・エス（英: HKS CO., LTD.）とは、静岡県富士宮市に本社と工場を置く、大手自動車部品製造販売会社である。

## 会社概要
トラストやBLITZなどと並び日本国内の老舗チューニングパーツメーカーとして広く知られている。ターボチャージャーなどの過給機、マフラー、電子制御部品、サスペンションなどのアフターパーツを製造・販売している。また、レース用エンジンの開発やLPG自動車・天然ガス自動車用エンジンの開発・製造を行っている。
2024年現在、本社のほか国内3箇所の営業拠点と3箇所のサービスセンターがあり、イギリス、タイ、中国に営業拠点、タイに製造工場がある。顧客向けのチューニングはサービスセンターで行っている。
レース部門は、サーキットレース、ドラッグレースに参戦している。また、デモカーによるコースレコードへの挑戦などが行われている。ユーザーにも0 - 400の走行会「ドラッグミーティング」やハイパーチャレンジ、ドリフトチャレンジといった走行会を開催している。
社名のHKSは “H”は長谷川（元社長・創業者の長谷川浩之）、“K”は北川（現専務）、“S”はシグマ・オートモーティブに由来。

### 不祥事
1991年8月9日午後3時半ごろ、違法改造車（チューニングパーツの開発車輌）のS13シルビアに乗ったHKSの社員が、富士宮市内の公道（本社至近の上井出インター本線上）を時速180キロで走行し、一般車輌への正面衝突事故を起こした。この事故により衝突された車の運転手及び同乗者の女性は死亡。女性の当時まだ幼い子供は軽傷。HKS社員は重傷。車輌が違法改造車であることと、会社ぐるみで公道をサーキットのように走行する行為を（事実上）黙認していたため、事故を起こした社員の上司が、法定速度を著しく超える試験走行を命じた疑いで逮捕されている。 
さらに2003年、HKSは本社側にゼロヨンマシンのセッティングなどに使うドラッグコースと、子会社であるHKSアビエーションが販売している超軽量飛行機の試験用飛行場の建設素案をまとめ、本社の7倍もある広大な森林地帯を購入し伐採しようとしたが、その森林地帯は砂防法により土石流の緩衝地帯として指定された砂防指定地だったため、静岡県富士土木事務所から厳重注意を受けて新聞沙汰になり、当時は大幅なイメージダウンを被った。

## モータースポーツ
1981年からオートレースの競走車用エンジンとして「フジ」の供給を開始。特に1988年にデビューした「ニューフジ2気筒」は一時オートレース界のスタンダードエンジンといえるレベルで普及したが、1993年にオートレースのエンジンがスズキ製「セア」のワンメイクとなったため撤退した。
国内トップレースにも参戦し、全日本ツーリングカー選手権 (JTC) に出場していた三菱・スタリオンのエンジンチューニング及びメンテナンスを手掛け、アジアパシフィックラリー選手権 (APRC) に参戦するワークス・ランサーのエンジン製作を請け負った。
1992年にはF1用3.5リッターV12エンジンを開発し、茂木和男のドライブにより実走テストも行われた（富士スピードウェイにてF3000シャシーに搭載しテスト走行を行った）。
1994年からはオペル・ベクトラ（初年度前半のみボクスホールブランド）で全日本ツーリングカー選手権 (JTCC) に参戦。1996年には日産自動車のワークスドライバーであった長谷見昌弘がHKSに移籍し戦ったが、1997年を最後に撤退した。
全日本F3選手権では、三菱自動車工業のエンジンをチューンする形で1994年より参戦。欧州のF3選手権にもこのエンジンは供給され、ファン・パブロ・モントーヤはイギリスF3時代にHKSの三菱エンジンで参戦した。1999年には同社のGDIエンジン（ガソリン直噴エンジン）を利用した新エンジンを製作し実戦投入。この新エンジンは、吸気ポートがエンジンの真上に来るというGDIエンジンの特長を生かしエアボックスがドライバーズシートの真後ろに来る構造で、他社のエンジン（エアボックスが車体の左右どちらかに突き出している）に比べ空力面で有利な特性を持っていたため、エンジンの熟成が進んだ際には高性能を発揮すると期待されていたが、三菱自動車本体の業績不振に伴い、熟成を待たずして同年限りでF3エンジンから撤退した。
このほか、WRCに参戦していた三菱車のターボのメンテナンスを行っていたことがあり、三菱との関係が深い。
2002年の全日本GT選手権にメルセデスCLKで参戦したが、マシン開発においてメルセデス本社からの協力を得られず、最終戦のみの完走に終わった。以後はメジャーレースカテゴリー参戦の動きは見せていない。

## レース部門開発のレースカー

### サーキットレース用車両
Gr.A GT-R
全日本ツーリングカー選手権に参戦していた日産・スカイラインGT-R (BNR32) ベースのレーシングカー。他の参戦チームがレイニックチューンのエンジンを使用していたが、HKSのみ自社チューンのエンジンを使用していた。ドライバーは萩原修と羽根幸浩。ここから用途限定、プロショップ限定発売のHRM-087というエンジンオイルが開発されている。1993年の第3戦（スポーツランドSUGO）にて優勝する。このマシンはHKSのガレージにて保管され、イベントなどで展示されている。ニスモフェスティバルでは萩原がドライブした。
OPEL ベクトラ
全日本ツーリングカー選手権 (JTCC) に参戦していた。Gr.A同様に各自動車メーカーワークス勢がひしめく中、1994年は開幕戦連勝を含む通算3勝を上げる。
メルセデスCLK
全日本GT選手権 (JGTC) に2002年のみ第2戦から参戦した。マシントラブルによるリタイアが続き最終戦でようやく完走を果たした。

### ドラッグレース用車両
プロストック180SX
RRCプロストッククラスにて長い間レコードホルダーであった。外見は日産・180SXに類似しているが、中身はパイプフレームで作られた別物。エンジンも純正のSR20DETでなく、RB26DETT改2.7 L+GT3037S×2という組み合わせであった。レースゲーム『グランツーリスモ2』に収録されている。
プロGT-R
RRCプロクラスに参戦していたBCNR33スカイラインGT-Rベースのドラッグカー。6速ドグミッションや、トリプルプレートクラッチなど、ここからも多くのパーツが開発されている。日本初のエアーシフターを搭載したのもこの車で、量産車改造のストックカーとして初めて7秒台へ突入した。パワーユニットはRB26DETT改RB28DETT+GT3540R×2で1300馬力。レースゲーム『グランツーリスモ2』に収録されている。
ドラッグセリカ
自動車雑誌『Option2』とのジョイント企画で製作されたトヨタ・セリカ (ST202) SS-IIベースのドラッグカー。ミッションはX-TRAC製シーケンシャル。FFで9秒台突入を目指し改良が進められ、日本初のFF9秒台マシンへと進化した。シフトチェンジのロスを少なくする、また強大なトルクステアに耐えるため、シフトレバーの代わりにペダルを蹴ってシフトするという特殊なシステムになっていた。ドライバーは当時『Option2』編集長であったマサ・サイトー。なお9秒台を記録した年のHKS0-400最速決定戦にてデモランを行おうとしたとき、バーンナウト中にエンジンブローを起こした。
その後、1999年に修復。GT3240タービン仕様(650馬力)で稲田大二郎のドライブで11秒台で走行し、9秒台の記録を出したマサ・サイトーを褒め称えた。
ドラッグスープラ
ドラッグ180SXを引退させ、新たに製作されたトヨタ・スープラベースのプロストックカー。RB26DETTではエンジンに限界があると感じたため、排気量がありパワーチューンに耐えるエンジンを探したところトヨタ製3UZに白羽の矢が立ち、カウルはトヨタ車でスポーティな車ということでスープラが選択された。エンジンには強度アップのためスリーブが打ち込まれ4.2 Lへボアダウン。これにGT3540Rを2機掛けし、推定1400 ps以上のパワーを発生し、シェイクダウンで6秒台を出している。ただ、仙台ハイランドでは路面が荒いため、200 m地点より先でホイルスピンが止まらない現象が起きている。そのためダウンフォースを多めにつけており、当時の記事によると、これさえ改善出来れば6秒台前半が出せるとドライバー川崎は語っていた。2007年次ではエンジンを2JZ-GTE改3.4 L+T51R SPL仕様へと乗せ変えているが、1000 kは越えているとのこと。

## デモカー
M-300
トヨタ・セリカXXベースの最高速チューンカー。301.25 km/hを記録して日本車初の300 km/hオーバーを達成する。装着したスリックタイヤがフェンダーからはみ出す状態で登場し、テスト走行でフェンダーにタイヤがこすれることが発覚したため、急遽タイヤを別の物に交換して記録を達成した。
ZERO-R
日産・スカイラインGT-R (BNR32) ベースのチューニングカー。『Option』とのジョイント企画で誕生。総工費1億円とも言われている。空力を重視しすぎたために、バンパーからマフラーが顔を出すという（当時としては）ユニークな外観が特徴。当時プロトタイプ1台生産モデルが10台生産された。当時1600万円と高価のため販売が振るわず販売されたのはブルネイの富豪に1台のみである。あと1台はデモカーとしてナンバー取得、残り8台はHKS本社の片隅の屋外でブルーシートを被せられデッドストックとなっている。
T-002
日産・スカイラインGT-R (BCNR33) ベースのチューニングカー。パワー系はRB26DETT改2.8 L+GT3037Sツイン。ビデオオプション企画、0 - 300 km/hアタックのレコードホルダー。他にも筑波サーキットにて58秒台を記録している。
レーシングアルテッツァ
トヨタ・アルテッツァの名前を冠してはいるが、使用されているのはヘッドライト、テールランプ、ABCピラーのみで、キャビンはパイプフレーム化され、外装はカーボンで作り直され、サスペンションも前後プッシュロッド式に改められている。ほとんどレースカーだが、どのレースのレギュレーションにも当てはまらず、助手席があることからチューニングカーとして扱われている。エンジンは内部フル強化の3S-GTE改2.2 L+GT3037S。走るたびにオーバーホールされる。筑波サーキットにて54秒台を出すが、スリックタイヤ使用のため、スーパーラップレコードにはなっていない。『Option』には「黒い怪物」と書かれたことがある。
筑波アタックエボVII (TRB230>CTR230)
『Option』に筑波スーパーラップ最速企画として連載され、「あくまでストリートカー（エアコン、パワステ、内装有り）、使ったパーツをすべて市販する」という縛りを設けて作られた。条件的にはかなり厳しいものだったが、飯田章の手により当時のレコードタイムを更新することに成功する。このプロジェクトから4G63改2.2 Lキットが生まれている。タービンはGT3037S。
HYPER SILVIA RS-I
日産・シルビア(S15)ベースのドリフトマシン。谷口信輝の手により、全日本プロドリフト選手権（D1グランプリ）にて優勝2回（2002年ラウンド2、2003年ラウンド7）を記録。タービンはサーキットによって変えられていた。エンジンはSR20DET改2.2 L仕様。
Genki HYPER SILVIA RS-II
RS-Iで積み上げた経験を注ぎ込まれて製作されたS15シルビアベースのドリフトマシン。D1グランプリへの投入は2003年ラウンド5からだが、優勝は2004年ラウンド4での1回に留まっている。ドライバーは同じく谷口信輝。エンジン系統のスペックはRS-Iとさほど変わっていない。
Racing Performer IS-220R
2004年ラウンド6からD1グランプリに投入されたアルテッツァベースのドリフトマシン。マイナートラブル、クラッシュなどにより、最高成績は2005年ラウンド2での準優勝。HKSのD1グランプリ撤退により表舞台に立つ事はなくなったが、HKS主催のドリフトチャレンジでのデモランなどで見ることができる。ドリ車として作ってはいるが、筑波スーパーラップで59秒台を出すなど、グリップランでも速さを見せる。エンジンはレーシングアルテッツァから生まれた3S-GTE改2.2 L+GT2835を使用。IS220-Zが製作された現在では2JZ-GE改3.4 L+T04Zという組み合わせになった（3S-GTE改2.2 Lは220-Zに移植された）。レスポンス重視のためのインタークーラーレス仕様という構成になっている。
Racing Performer IS220-Z
2006年の十勝夏祭り&HKSハイパーミーティングでデビューさせたドリフトマシン。シルビアRS-IにおけるRS-IIのような高度なチューニングが施された。具体的には220Rで行わなかったアーム加工、メンバー加工を始め、サイドブレーキを油圧式に変更、タービンをGT2835からGT3037Sに変更しパワーを560馬力まで引き上げている。特にアーム加工は高い効果を生み出し、車高F80 mm/R90 mmダウンの状況でもストロークを確保している。また220Rでは行なわれなかったロールケージの溶接止めによって元々強固だった220Rのボディー剛性をさらに向上させている。ダッシュボードとセンターコンソール、そしてメーター類も一から作り直し、機能美あふれるレイアウトに生まれ変わった。シェイクダウンで谷口を興奮させるほどだったが、2008年のD1にスポット参戦した際は谷口からパワー不足を指摘されていた。
TRB-02
ランエボVIIで得たレコードホルダーの座を取り戻すために製作された、ランサーエボリューションVIIIベースのチューニングカー。TRBはTsukuba Record Breakerの略称。外装はカーボンで作り直しているが、サスペンション形式の変更は行わず、タイヤもSタイヤという事で一応チューニングカーの体裁は保っている。チューニングカーによる筑波サーキット55秒切りを達成した当日、クラッシュによりスクラップになっている。
CT230R
TRB-02のクラッシュにより製作された。ターゲットを筑波以外にも広げ、各サーキットのレコード更新を狙っている。エンジンも4G63改2.3 L + GT3037Sとなり後にGT3240に変更。今までの4G63を使ったデモカーとは異なるエンジンを用いる。富士スピードウェイで1分43秒4のレコードタイムを樹立。また、気温30度のコンディションで、十勝スピードウェイ・クラブマンコースのレコードを4秒以上更新する1分21秒735を記録した（ドライバーの谷口は「気温が低ければさらに2秒縮まる」と語った）。関西出張した際、セントラルサーキットと岡山国際サーキットにて記録更新を達成し、後日スポーツランドSUGOでもサイバーエボが持っていた記録を塗り替えた。最終目標は筑波での53秒台としていたが53秒999を達成し、さらにOption誌主催の筑波スーパーラップでは53秒589を記録した。2009年1月24日に富士スピードウェイで行われたHKSプレミアムデイにて、当日同時に走行したWedsSport IS350 2008ver（1分44秒450）や、初音ミクStudie GLAD BMW Z4（1分49秒880）というGT300の現役マシンを上回る1分43秒236を記録した。後日Option誌主催のスーパーラップにおいて、サイバーエボと対決し1分42秒105を記録した。
Racing Performer 86RS-1
2012年のD1復帰に際して製作されたドリフトマシン（第1戦には完成が間に合わず。第2戦より投入された）。86の各種チューニングパーツ開発という目的がある為、D1に参戦している86では唯一エンジンがFA20のままである。オリジナルのピストンとコンロッドを組み込んで2.1 L化（当初は2 Lのままであったが2012年の最終戦より2.1 L化された）し、自社のGTスーパーチャージャーを組み込む事で最大580馬力（NOS噴射時）を発揮している。毎戦ごとに各部をアップデートを行いながら参戦し、初年度はランキング10位であったが、高回転型のエンジン特性とパーツの先行開発車両という事情でボディ補強や足回りの変更などが最小限に留められている関係で、リアのグリップ不足に苦しみ2013年以降は苦戦を強いられている。下記のRS-2投入後はD1でのサブ車両兼タイムアタック車両とされる予定であったが、2014年に入りJAFの準公認競技化に伴うレギュレーション変更でNOSの使用が禁止され、4気筒エンジンのままでは戦闘力の維持が難しい事と、各パーツの開発作業が終了してデリバリーも開始したこともあって、D1での勝利を目指す為に第3戦を前にしてエンジンをIS-220Rに搭載していた2JZ-GE改3.4 L+T04Zを移植（インタークーラーはIS-220Rでは装着されていなかったが、86RS-1では装着されている）することで更なるパワーアップが図られ、エンジンパワーや低中回転域のトルク特性に余裕が出た事で、進入速度や車速は明らかに向上しドリフト中もエンジン的な余裕は生まれたものの、RS-2と違い足回り取り付け位置などがストックに近い状態のままである為か再びリアのグリップ不足が再び顔を出してしまい苦戦を強いられている。
Racing Performer 86RS-2
86用チューニングパーツの先行開発車両という意味合いを持つ上記のRS-1と違い「D1で勝つ」事を前提として製作された車両で、いわゆる2号機である。RS-1のウイークポイントでもあった高回転型過ぎるエンジン特性とリアのグリップ不足を解消する為に、エンジンはGTスーパーチャージャーに加え、GTIIタービンを組み合わせてツインチャージャー化されており、中回転域のトルク特性を改善すると同時にタービンを収めるスペース確保の為にエンジンとサスペンションメンバーの取り付け位置を2.5cm前方に移動し、さらにリアのグリップ不足の解消の為にリアのサスペンションメンバーを4cm前に移動するなど大幅に手を加えられている。毎戦ごとにセッティングも進み戦闘力を向上させていたが、2014年よりレギュレーションでNOSの使用が禁止された事で4気筒エンジンのFA20のままでは勝つのは難しくなった事と、上記のRS-1のエンジンを換装した事から、D1ではRS-1をメインとし、RS-2はサブ車両兼タイムアタック用車両となる予定である。
Racing Performer GT1000+
2014年のWTACへの参戦の為にR35用パーツの開発車両であったGT1000+をベースにしてさらなる性能向上を目指して製作された車両である。ボディはホワイトボディ状態まで分解した上で各部の補強等を行い、エンジンもGT1000+のVR38DETT改4.1 L+GT1000フルタービンキットをさらに熟成させHKSのドラッグガス使用時に最大馬力1200馬力/最大トルク130 kgfに達している。ボディもベンソープラ製ワイドボディキットを組み込み、タイヤは以前のGT1000＋同様に20インチ、11Jのアドバン・スリックタイヤを履く（ワイドボディ化に伴いサイズがワイド化されている）など、ストックボディベースとはいえこれまでのデモカー同様にかなり過激な仕様となっている。

## レース戦績

### 全日本GT選手権
| 年     | Car No. | 使用車両                | ドライバー          | クラス | 1   | 2       | 3       | 4   | 5   | 6       | 7       | 8      | 順位 | ポイント |
| ------ | ------- | ----------------------- | ------------------- | ------ | --- | ------- | ------- | --- | --- | ------- | ------- | ------ | ---- | -------- |
| 2002年 | 87      | メルセデス・ベンツ・CLK | 山西康司 五十嵐勇大 | GT500  | TAI | FSW DNQ | SUG DNQ | SEP | FSW | TRM Ret | MIN Ret | SUZ 15 | NC   | 0        |